# Provincia magmatica del bacino Sverdrup

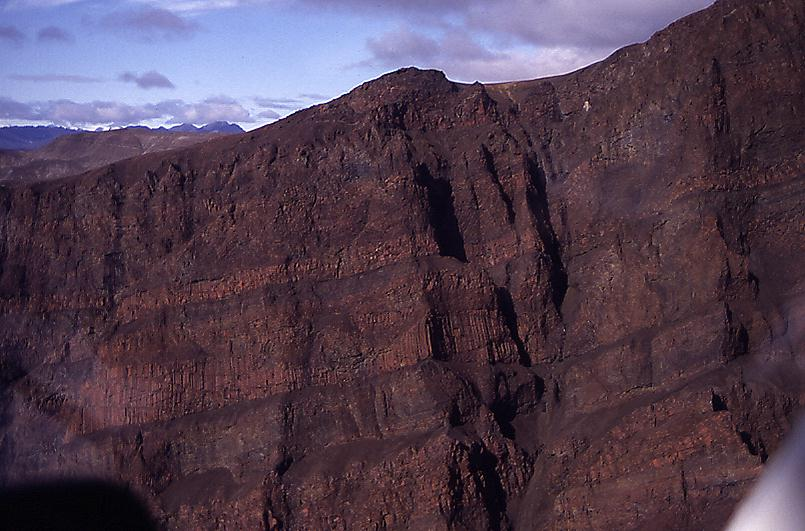
I Dragon Cliffs della Strand Fiord Formation.

La Provincia magmatica del bacino Sverdrup è una grande provincia ignea localizzata sull'Isola di Axel Heiberg e sull'Isola di Ellesmere, nella provincia canadese del Nunavut, in prossimità del margine di rift del Mar Glaciale Artico, alla fine della dorsale Alfa.
La provincia magmatica si estende su un'area di 550.110 km² e fa parte della vasta Grande provincia ignea dell'Alto Artico; è costituita da grandi colate basaltiche, dicchi e sill che danno luogo a due formazioni vulcaniche chiamate Ellesmere Island Volcanics e Strand Fiord Formation.
I flussi lavici delle colate basaltiche sono simili a quelle del Gruppo basaltico del Columbia, che si trovano negli stati di Washington, Oregon e Idaho negli Stati Uniti d'America.